# Benzothiophen
Benzothiophen ist eine chemische Verbindung, deren Struktur aus einem Thiophenring und einem anellierten Benzolring besteht. Dieser bicyclische Heteroaromat ist Grundstruktur vieler Derivate für einen weiten Bereich von Anwendungen in der chemischen Industrie, vor allem in der Pharma- und Farbstoffindustrie, wie zum Beispiel für Insektizide, Pestizide, Thioindigo und Pharmazeutika wie Raloxifen, Zileuton und Sertaconazol.

## Vorkommen
Natürlich kommt Benzothiophen in geringen Mengen in Erd-, Heiz- und Schwerölen vor.

## Eigenschaften
Benzothiophen ist ein weißer, brennbarer Feststoff mit unangenehmem Geruch, welcher schwer löslich in Wasser ist. Er besitzt einen Brechungsindex von 1,6374 (bei 37 °C). In der medizinischen Chemie kann Benzothiophen isoster durch Naphthalin ersetzt werden.